# 雅典 (路易斯安那州)
雅典（英語：Athens），是美国路易斯安那州下属的一座村镇。根据2010年美国人口普查，该市有人口249人。建置上，属于“village”。